# Lincoln Mills

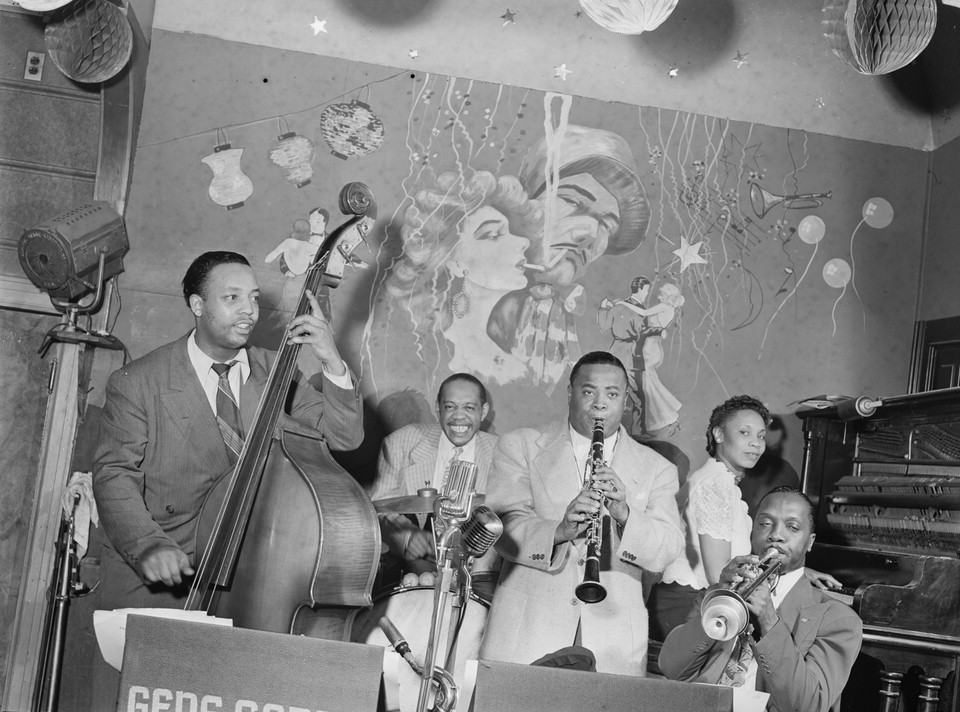
(Von links) Danny Settle, Slick Jones, Gene Sedric, Mary Lou Williams und Lincoln Mills, Auftritt in The Place, New York, ca. Juli 1946.
Fotografie von William P. Gottlieb.

Lincoln Mills (* 1910 in Crisfield, Maryland; † um 1957) war ein US-amerikanischer Jazztrompeter.
Mills begann seine Karriere 1929 in Tanzbands in New York City und Philadelphia. Eugene Kennedy engagierte ihn für Auftritte im Arcadia Ballroom; danach arbeitete er bei Cliff Jackson, Doc Hyder und Tiny Bradshaw und in Atlantic City bei Bobby Lee. In den 1930er Jahren spielte er auch mit Claude Hopkins und 1940 in der kurzlebigen Bigband von Coleman Hawkins. Er wurde dann Mitglied in der Band von Gene Sedric, bevor er aus der Musikszene verschwand und Ende der 1950er Jahre starb. Mills, der auch auf Aufnahmen von Red Allen, Benny Carter und Wilton Crawley zu hören ist, wirkte zwischen 1934 und 1947 bei 17 Aufnahmesessions mit.